# Moechotypa javana
Moechotypa javana är en skalbaggsart som beskrevs av Schwarzer 1929. Moechotypa javana ingår i släktet Moechotypa och familjen långhorningar. Inga underarter finns listade i Catalogue of Life.